# Pagoclone
Pagoclone là một tác nhân giải lo âu thuộc họ cyclopyrrolone, liên quan đến các loại thuốc được biết đến nhiều hơn như thuốc ngủ zopiclone. Nó được tổng hợp bởi một nhóm người Pháp làm việc cho Rhone-Poulenc & Rorer SA  Pagoclone thuộc về lớp của nonbenzodiazepines, mà có tác dụng tương tự như cũ benzodiazepine nhóm, nhưng với khá khác biệt cấu trúc hóa học. Thuốc không bao giờ được thương mại hóa.
Thuốc liên kết với ái lực cao tương đương (0,7-9,1 nM) với vị trí gắn kết benzodiazepine của thụ thể GABA<sub id="mwDw">A</sub> ở người  hứa tiểu đơn vị α1, α2, α3 hoặc α5. Nó là một chất chủ vận từng phần tại các thụ thể GABAA chứa α1-, α2- và α5 và một chất chủ vận đầy đủ tại các thụ thể chứa tiểu đơn vị α3. Ở chuột 5′-hydroxypagoclone được xác định là một chất chuyển hóa chính. Chất chuyển hóa này có hiệu quả lớn hơn đáng kể ở phân nhóm α1 so với hợp chất gốc và được chứng minh là có hoạt tính giống như giải lo âu đáng kể và tạo ra thuốc an thần. Ngược lại với zopiclone, pagoclone tạo hiệu ứng giải lo âu với một ít thuốc an thần hoặc amnestic hành động ở liều thấp.
Dược sĩ David Nutt đã đề xuất pagoclone là cơ sở có thể để tạo ra một loại thuốc xã hội tốt hơn, vì nó tạo ra các tác động tích cực của rượu, như thư giãn và hòa đồng, nhưng cũng không gây ra các tác động tiêu cực như gây hấn, mất trí nhớ, buồn nôn, mất phối hợp và tổn thương gan. Tác dụng của nó có thể được phục hồi nhanh chóng nhờ tác dụng của flumazenil, chất đã được sử dụng như một thuốc giải độc cho quá liều benzodiazepine. Nutt đã công bố các nghiên cứu  ca ngợi tiềm năng của pagoclone được Indevus tài trợ đang tìm kiếm nguồn tài trợ cho việc sản xuất hợp chất. Sự an toàn lâu dài của pagoclone chưa được đánh giá. Khả năng lạm dụng của pagoclone đã được đánh giá là tương tự, hoặc thấp hơn một chút so với diazepam và nó cũng được cho là sẽ an toàn hơn một chút do tác dụng an thần tương đối yếu hơn, nhưng phát triển pagoclone như một loại thuốc thương mại vẫn không thể xảy ra do lo ngại về lạm dụng.
Pagoclone đã được thử nghiệm như một loại thuốc để cải thiện khả năng nói trôi chảy của người nói lắp, nhưng nghiên cứu cho ứng dụng này đã bị dừng lại sau kết quả đáng thất vọng trong các thử nghiệm lâm sàng giai đoạn II.

## Tổng hợp
Pagoclone và pazinaclone đều là isoindolone 

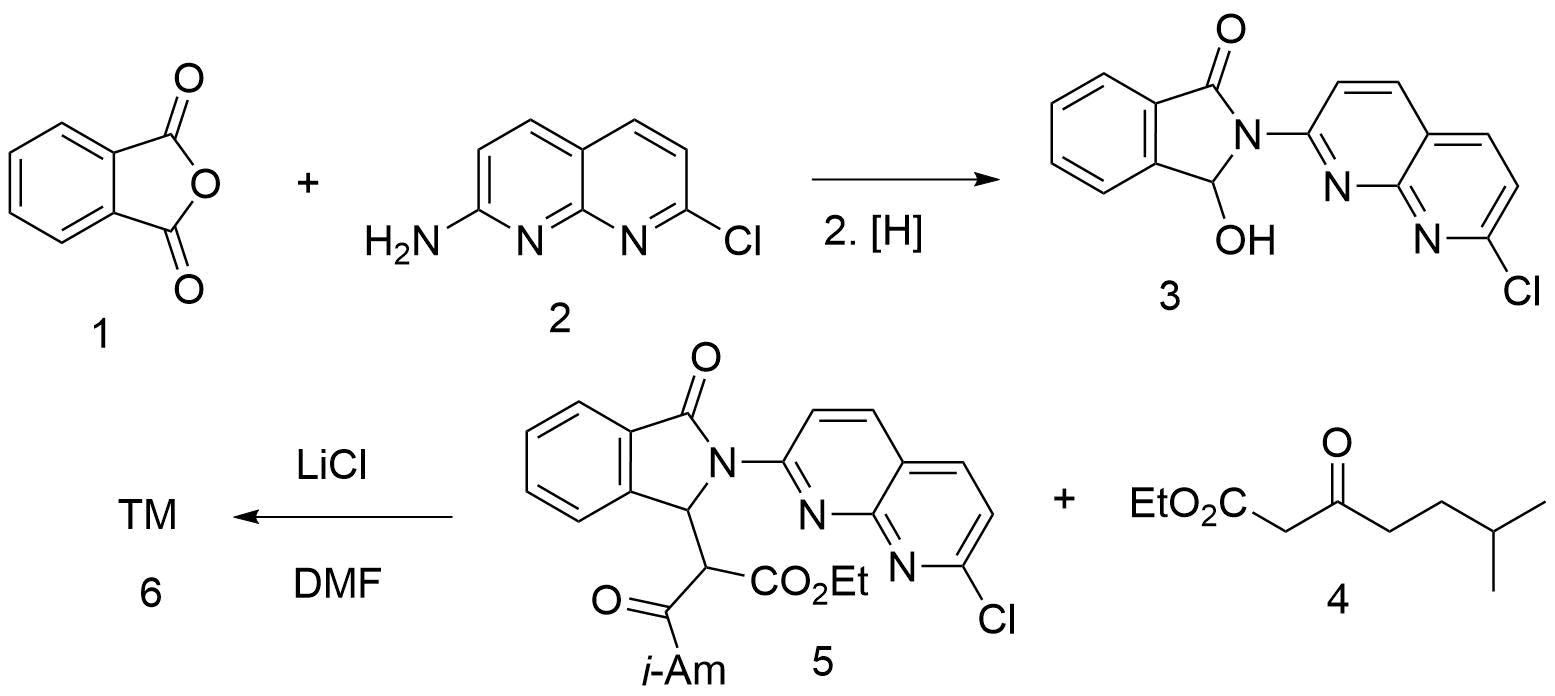
Tổng hợp Pagoclone:

Phản ứng của 2-Amino-7-chloro-1,8- naphthyridine với anhydrid phthalic dẫn đến phthalimide tương ứng. Giảm chọn lọc của một trong các nhóm carbonyl imide cho rượu tương ứng. Phản ứng với carbanion từ Ethyl 5-methyl-3-oxohexanoate dẫn đến sản phẩm từ sự dịch chuyển của nhóm hydroxyl; 'điều này cũng có thể tiến hành thông qua acryit thu được từ phản ứng aldol của vòng mở imidal'.